# Geertsemaheerd

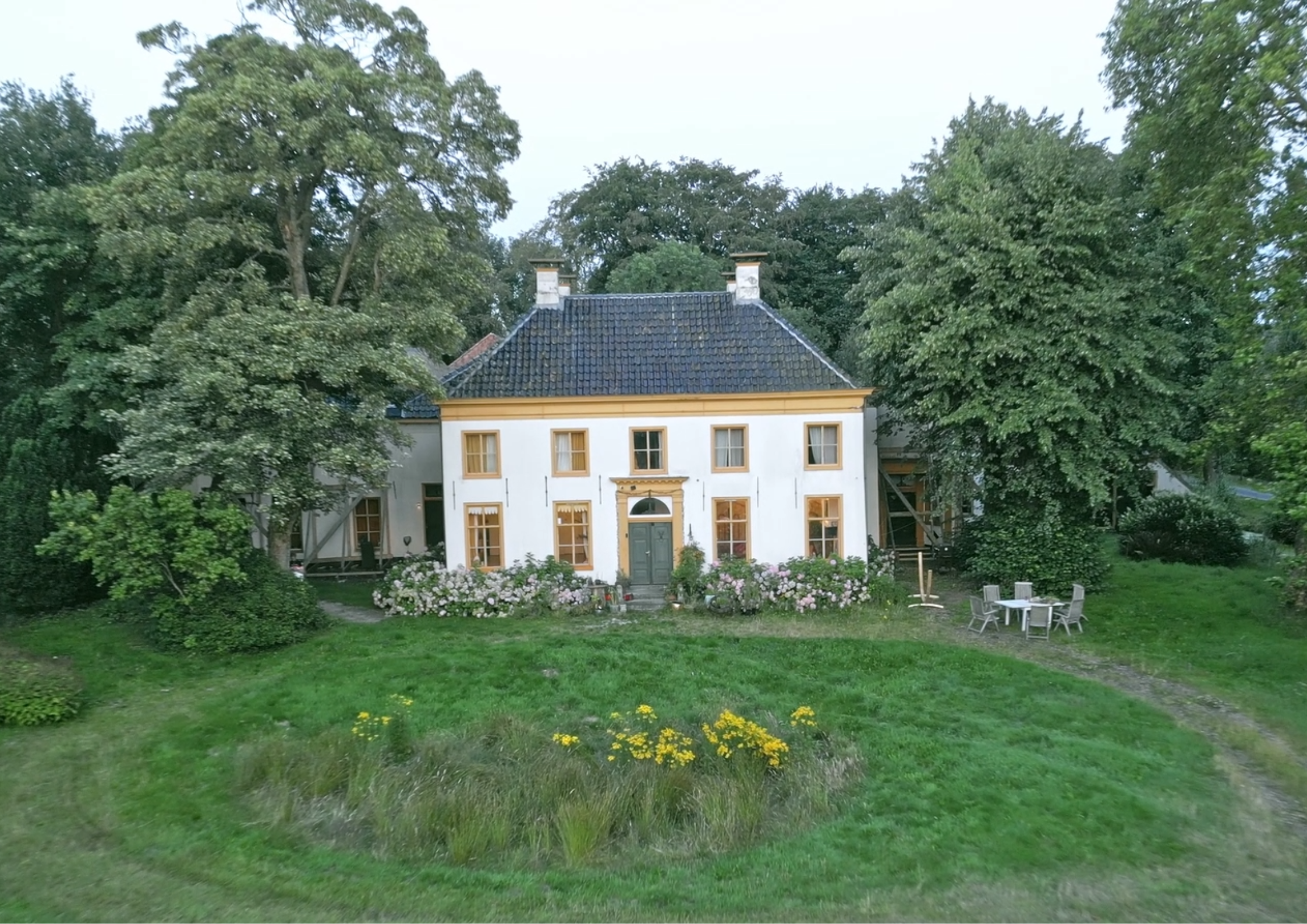
De Geertsemaheerd

De Geertsemaheerd is een monumentale omgrachte boerderij (heerd) aan Het Padje 9 in het dorp Slochteren in de gemeente Midden-Groningen van de Nederlandse provincie Groningen. Het pand ligt nabij het Slochterbos. De boerderij heeft een witgepleisterd voorhuis uit de eerste helft van de 19e eeuw en wordt omringd door een slingertuin. Het pand is door aardbevingsschade in slechte staat.

## Geschiedenis

### Boerenbedrijf
Rond 1600 stond hier reeds een boerderij. De huidige boerderij werd in 1795 gebouwd door de familie Geertsema en werd gedurende vier generaties bewoond door deze familie. Rond 1850 lieten bewoners Tjaart en Johanna Geertsema het geheel verbouwen. In dezelfde tijd lieten ze als eerste in Groningen een slingertuin aanleggen rond de boerderij door Geert Kornelis Vroom (de grootvader van Jan Vroom). In 1955 werd de laatste schuur bijgebouwd.
In 1975 werd het boerenbedrijf opgeheven en werd de inboedel van de boerderij verkocht. De familie probeerde het goed in 1979 en 1980 te verkopen, maar zonder resultaat.

### Herstel
Eind 20e eeuw was het geheel in vervallen staat. Begin jaren 1990 werd besloten om met geld van diverse overheden en fondsen de boerderij te verbouwen tot vakantieappartementen (Erfgoedlogies) en de slingertuin te herstellen. Landschapsarchitect Jörn Copijn maakte daarvoor een ontwerp op basis van de originele ontwerptekening. In 1999 verhuisde de familie Geertsema naar De Groeve. De boerderij kwam in handen van twee stichtingen die al vanaf begin jaren 1990 bezig waren met het uitvoeren van de plannen voor boerderij en tuin. De boerderij zelf werd verbouwd door de stichting Woonhuismonument. De kosten van de verbouwing en restauratie bedroegen 2,3 miljoen euro. In 2002 werd de restauratie voltooid. Plannen om er een depot voor landbouwwerktuigen van vier musea uit de provincie of een museum over gaswinning ('gasmuseum') onder te brengen werden niet uitgevoerd. Wel kwam er een tentoonstelling over noordelijke tuinarchitectuur en een opslag voor historische bouwmaterialen van de Provinciale Groninger Oudheid Commissie. Na de restauratie bleek het echter niet mogelijk om een pachter te vinden voor het complexe object. De appartementen bleven leegstaan en de schuldenlast liep op. In 2003 werd alsnog een pachter gevonden, die er een centrum voor re-integratieprojecten en activiteiten van maakte. De appartementen werden daarbij bewoond door consulenten. In 2006 werd er ook een Toeristisch Informatie Punt ondergebracht. In 2007 bleek echter dat het geheel niet rendabel was. De pachter werd failliet verklaard. Het bedrijf voerde vervolgens procedures tegen de gemeente, die het bedrijf op last van een dwangsom uit het pand wilde hebben. In 2010 verliet het bedrijf het pand en gaf de Raad van State de gemeente gelijk. Het pand werd vervolgens verkocht aan een vastgoedbedrijf uit Hoogezand. In 2013 werd een nieuw initiatief gelanceerd om het pand een invulling te geven door er een woon-werklocatie voor gehandicapten van te maken, maar de initiatiefnemer kreeg de financiële onderbouwing echter niet rond, waarop het plan weer werd afgeblazen.

### Aardbevingsschade
Ondertussen kreeg de boerderij in 2011 te maken met aardbevingsschade als gevolg van de gaswinning. Dit, gecombineerd met vochtproblematiek, zorgde voor een snel verval. In 2015 werd de boerderij onbewoonbaar verklaard door de gemeente wegens instortingsgevaar. De NAM kocht daarop de boerderij in 2016 over. Na aanhoudend vandalisme en onderzoek naar de staat van het pand werd het pand anti-kraak bewoond vanaf 2017. In de jaren erna werden onderhandelingen gevoerd met de stichting Het Groninger Landschap en de Stichting Fraeylemaborg over de voorwaarden voor het overdragen van de boerderij aan deze stichtingen. In 2021 werd de boerderij echter verkocht aan een andere partij, die er na restauratie in 2024 een locatie voor beschermd wonen opende.

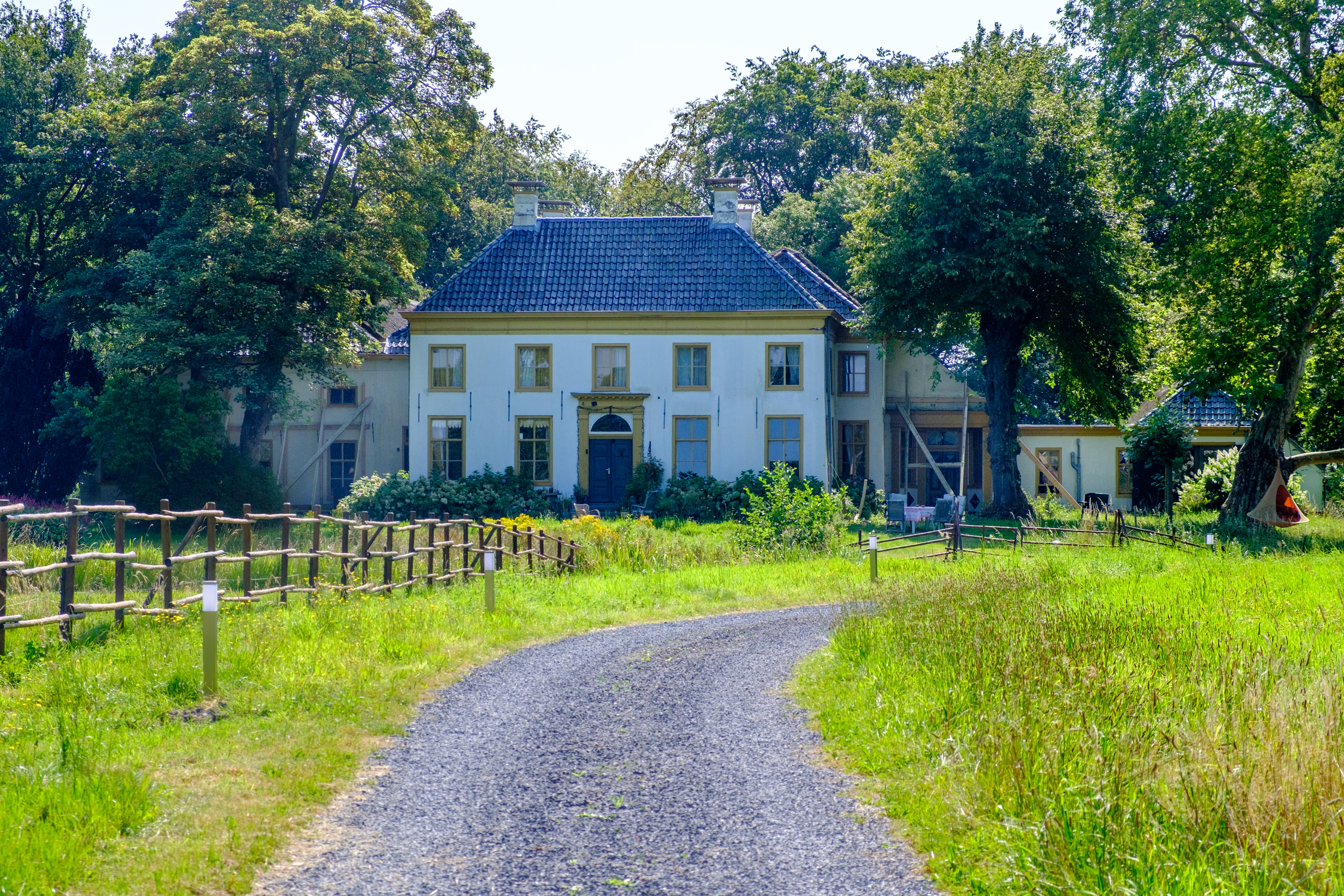
Close-up voorzijde (2024)
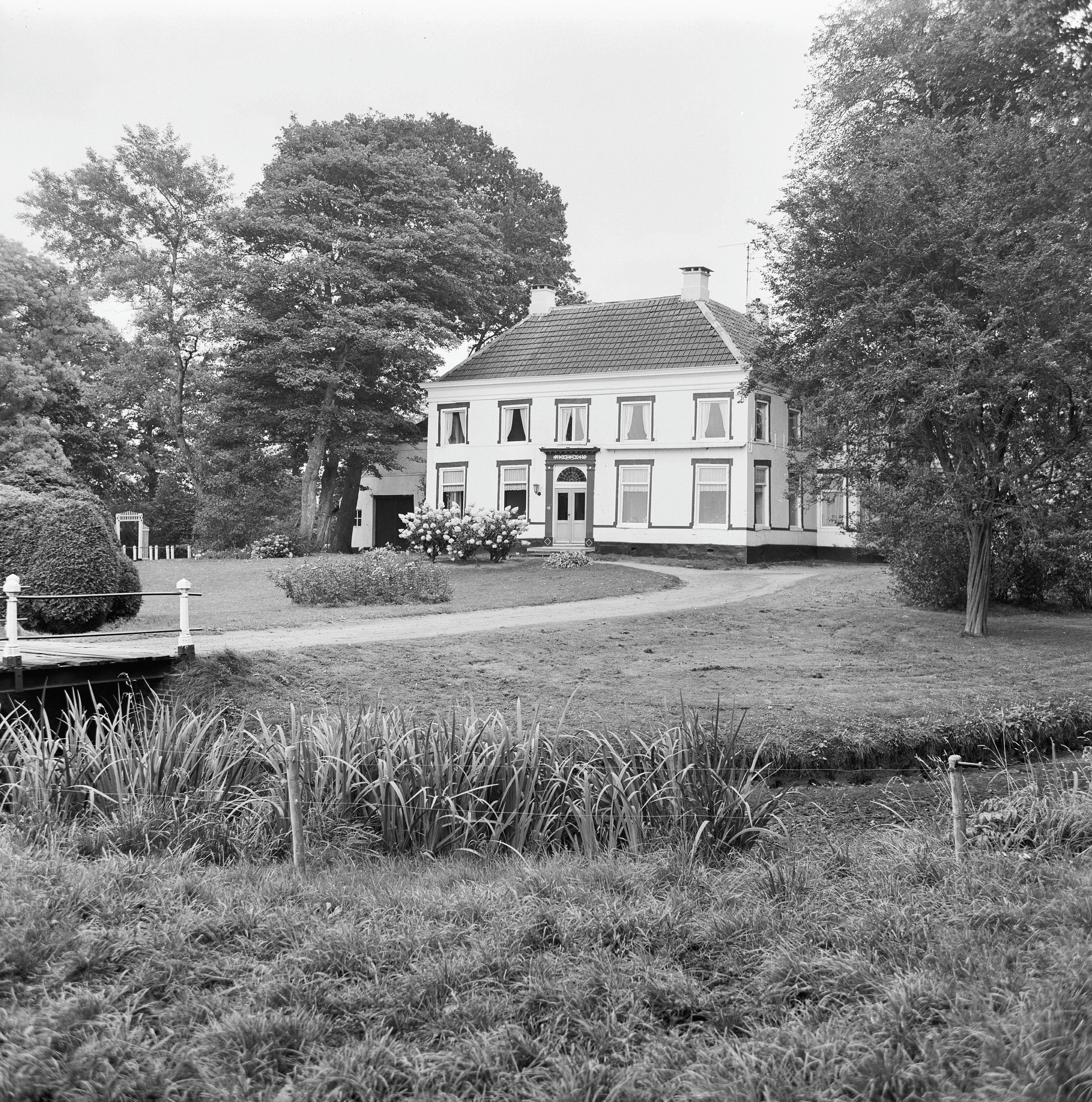
Voorgevel in 1970, toen het nog als boerderij in gebruik was
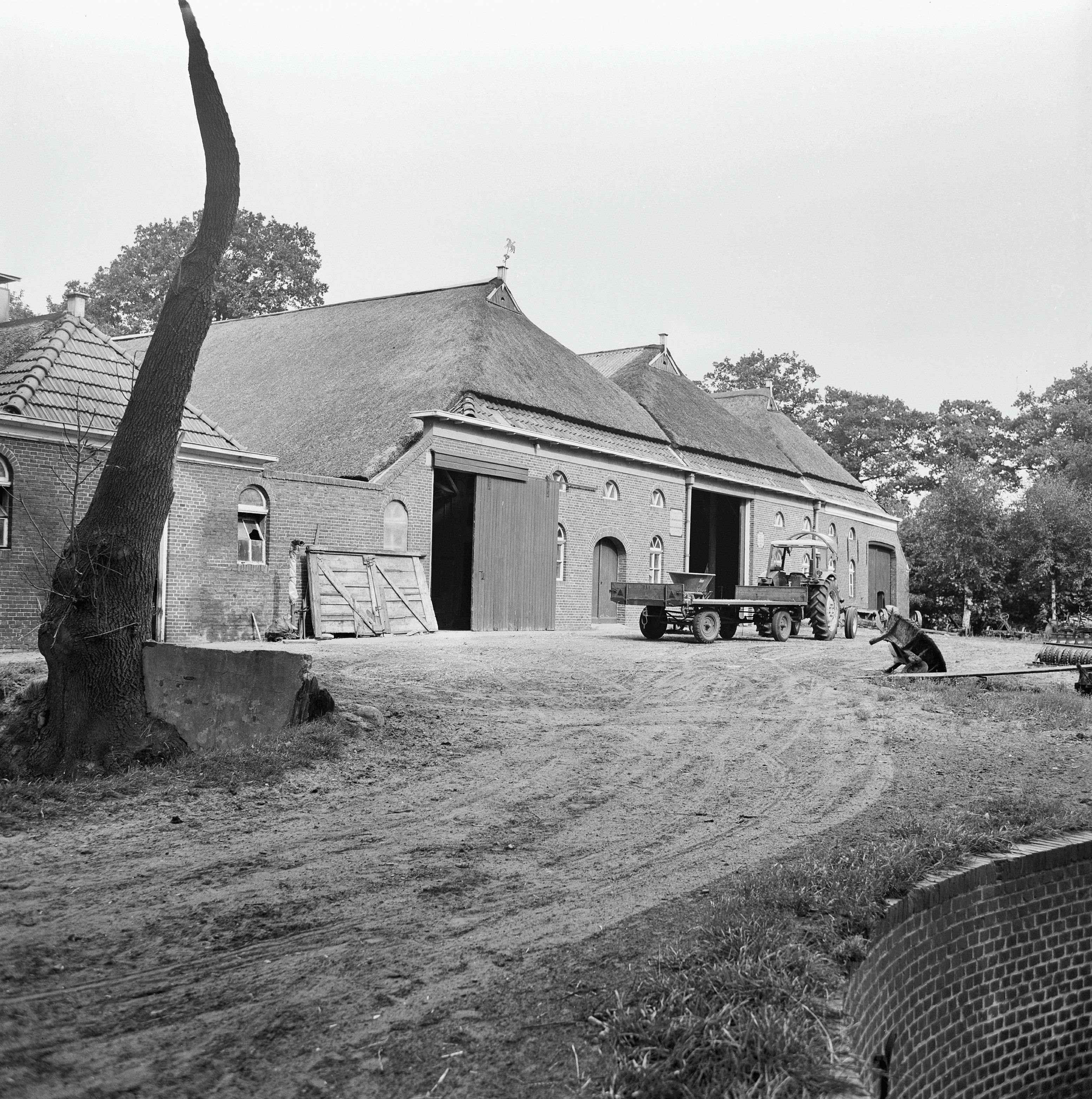
Achterzijde schuren (1970)
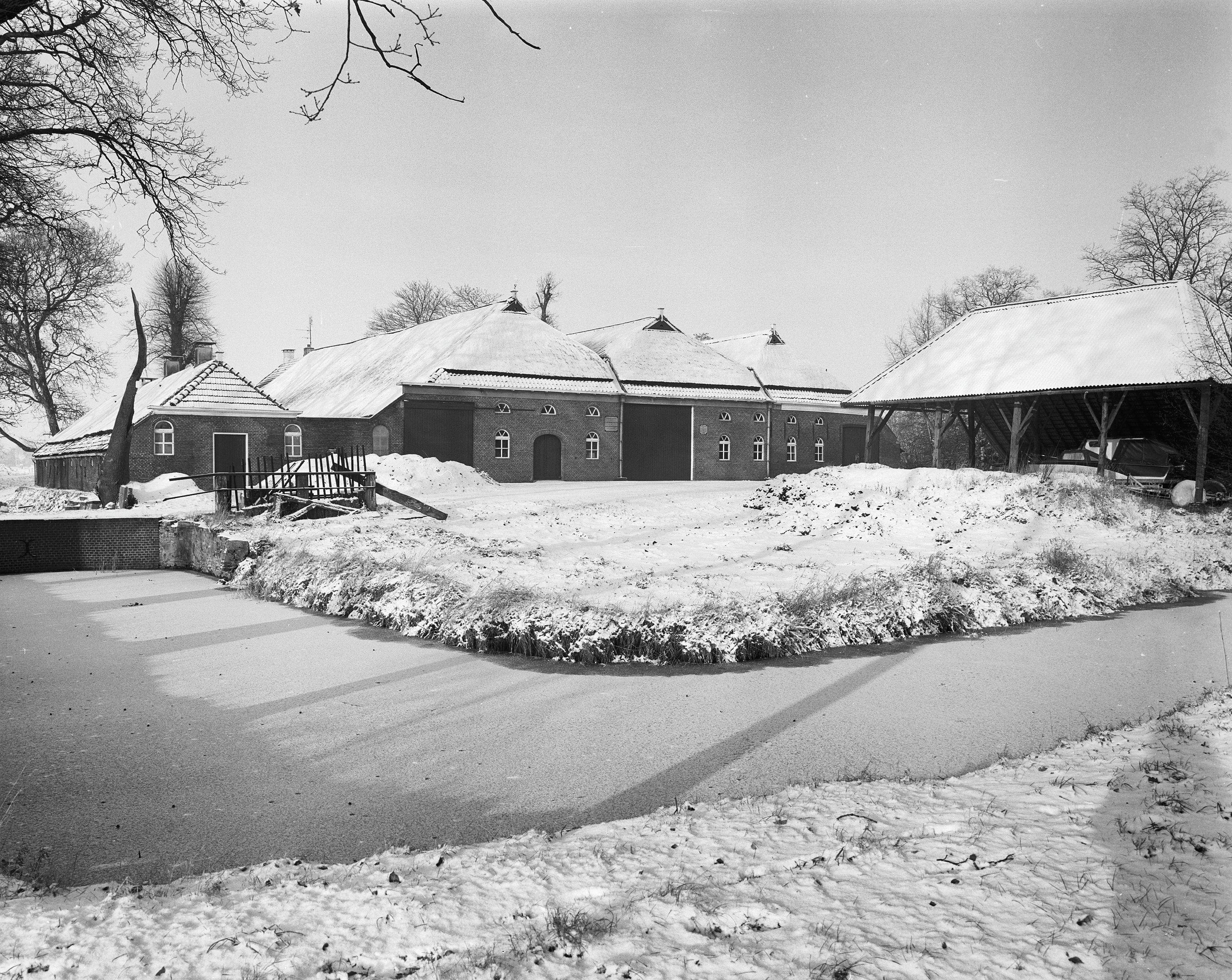
Omgrachting met schuren (1976)